# Marichyasana III
Marichyasana III (Sanskriet voor Marichihouding III) is een houding of asana.
Dit is de derde van de vier yogahoudingen die genoemd zijn naar Marichi, volgens de overlevering de zoon van Brahma en leider van de Maruts, de krijgshaftige stormgoden. Hij is een van de zeven rishi's die de dharma, de heilige wetten van het universum, kunnen uitspreken. Marichi is de overgrootvader van Manu, Sanskriet voor man, denkend, intelligent, de Vedische Adam en vader van de mensheid. Marichi betekent lichtstraal.
| Sanskriet | vertaling                                      |
| Marichi   | Letterlijk: lichtstraal Legendarisch: oervader |
| asana     | houding (letterlijk: 'zit')                    |

## Beschrijving
De houding begint in de Stafhouding. Buig de linkerknie en zet de linkervoet zo dicht mogelijk tegen het achterwerk aan. De scheen moet verticaal ten opzichte van de grond blijven en de rug is recht. Het rechterbeen is gestrekt en wordt tegen de grond aan geduwd. Breng op de inademing de linkerelleboog naar de binnenkant van de linkerknie. Zet de rechterhand achter het achterwerk op de grond en draai de romp en het gezicht mee rechtsom. Blijf enkele in- en uitademingen in deze houding en herhaal de houding nogmaals aan de andere zijde. Wanneer de handen elkaar niet kunnen raken, is er een variatie mogelijk door een touw of een doek tussen beide handen te houden, zodat de strekking tot stand kan komen.